# Auburn Council
Auburn Council is een Local Government Area (LGA) in de Australische deelstaat New South Wales.